# أبدال
الأبدال هم المرتبة الرابعة من مراتب الأولياء عند الصوفية، وهم من رجال الغيب أي لا يعرفهم أحد. ويعرفون بالرقباء ولهم كرامات خاصة. وتقول بعض المراجع أنهم قوم من الصالحين لا تخلوا منهم الدنيا؛ لا يموت أحدهم إلا قام بدله آخر من سائر الناس، وهم في الشام. وقد ورد فيهم أحاديث نُسِبَت إلى الرسول محمد وردّها المحقّقون، وكل الأحاديث التي على ذُكر فيها الأبدال إما مرفوعة أو مقطوعة أو معلولة. منها:
| أبدال | الأبدال بالشام وهم أربعون رجلا كلما مات رجل أبدل الله مكانه رجلا يسقي بهم الغيث وينتصر بهم على الأعداء ويصرف عن أهل الشام بهم العذاب | أبدال |

## أحاديث في الإبدال
كل الأحاديث التي على ذُكر فيها الأبدال إما مرفوعة أو مقطوعة أو معلولة. قال ابن القيم: ومن ذلك أحاديث الأبدال والأقطاب والأغواث والنقباء والنجباء والأوتاد كلها باطلة على رسول الله وأقرب ما فيها: "لا تسبوا أهل الشام، فإن فيهم البدلاء كلما مات رجل منهم أبدل الله مكانه رجلاً آخر"، ذكره أحمد، ولا يصح أيضاًَ، فإنه منقطع. 
أما هذه الأحاديث التي وردت في الأبدال أشهرها:

### حديث عبادة بن الصامت
أخرج أحمد عن عبد الوهاب بن عطاء عن الحسن بن ذكوان عن عبد الواحد بن قيس عن عبادة بن الصامت مرفوعاً: أنه قال: "الأبدال في هذه الأمة ثلاثون مثل إبراهيم خليل الرحمن، كلما مات رجل أبدل الله مكانه رجلاًَ".
قال الإمام أحمد ـ مستنكراً له ـ: (فيه ـ يعني حديث عبد الوهاب ـ كلام غير هذا، وهو منكر، يعني حديث الحسن بن ذكوان).

### حديث على بن أبي طالب
ذكر أهل الشام عند علي بن أبي طالب، وهو بالعراق، فقالوا: العنهم يا أمير المؤمنين، قال: لا. إني سمعت رسول الله -صلى الله عليه وسلم- يقول: 
| أبدال | الأبدال يكونون بالشام وهم أربعون رجلاً، كلما ما مات رجل، أبدل الله مكانه رجلاً، يسقى بهم الغيث، وينتصر بهم على الأعداء، ويصرف عن أهل الشام بهم العذاب | أبدال |

أخرجه أحمد (1/ 112) ومن طريقه الضياء في المختارة ( 2/ 110) ـ من طريق شريح بن عبيد الحضرمي . والطبراني في الأوسط ( 5/ 39 ) والحاكم ( 4/ 596 ) من طريق عياش بن عباس القتباني عن عبد الله بن زرير الغافقي.
وهذا الحديث رفعه معلول لما يلي:
- أن في الطريق الأول شريحاً لم يدرك علياً فهو منقطع.
- وأما الطريق الثاني فقد اختلف فيه على عياش بن عباس في إسناده على ما تقدم ولذا أعله الطبراني والهيثمي.
- أن هذا الحديث قد روي موقوفاً على علي بن أبي طالب من وجه أصح فقد أخرجه عبد الرزاق (11/ 249) ونعيم بن حماد في (الفتن) (1/ 235) وابن أبي الدنيا في (الأولياء) (ص 30) والضياء في (المختارة) (2ح 485، 486) من طرق عن الزهري عن صفوان بن عبد الله بن صفوان الجمحي عن علي بن أبي طالب بنحوه موقوفاً.ولهذا لما ذكر الضياء في (المختارة) هذا الاختلاف في رفعه، ووقفه قال: الموقوف أولى.

### حديث عبد الله بن مسعود مرفوعاً
أخرج الطبراني من طريق ثابت بن عياش الأحدب عن أبي رجاء الثعالبي عن الأعمش عن زيد بن وهب عن ابن مسعود قال: «لا يزال أربعون رجلاً من أمتي، قلوبهم على قلب إبراهيم، يدفع الله بهم عن أهل الأرض، يقال لهم: الأبدال، ثم قال - صلى الله عليه وسلم: إنهم لم يدركوها بصلاة، ولا بصوم، ولا صدقة)قالوا: يا رسول الله فبم أدركوها؟ قال: بالسخاء والنصيحة للمسلمين.» وهو معلول بثابت بن عياش وشيخه، فإنهما مجهولان ، قال الهيثمي في (المجمع): رواه الطبراني من رواية ثابت بن عياش الأحدب عن أبي رجاء، وكلاهما لم أعرفه.

### حديث عوف بن مالك مرفوعاً
«فيهم ـ أهل الشام ـ الأبدال، فبهم تنصرون وبهم ترزقون.» أخرجه الطبراني في (الكبير) (18 /65) من طريق عمرو بن واقد عن يزيد بن أبي مالك عن شهر بن حوشب قال: لما فتحت مصر، سبوا أهل الشام، فأخرج عوف بن مالك رأسه من برنس ثم قال: يا أهل مصر، لا تسبوا أهل الشام، فإني سمعت رسول الله -صلى اله عليه وسلم- يقول: (فيهم الأبدال...) فذكره.
وهذا معلول أيضاً؛ لأن عمرو بن واقد متروك، قال الهيثمي: ضعفه جمهور الأئمة (10 / 62) ويزيد بن أبي مالك ، ليس بالقوي، وكذا شهر بن حوشب على الراجح.

## تخريج ومصدر الأحاديث السابقة
- لقراءة تخريج ومصادر الأحاديث السابقة